# Saison 5 de RuPaul's Drag Race
La cinquième saison de RuPaul's Drag Race est diffusée pour la première fois du 28 janvier 2013 au 6 mai 2013 sur Logo TV. Les juges principaux sont RuPaul, Michelle Visage et Santino Rice. Le casting est composé de quatorze candidates et est annoncé le 19 novembre 2012.
La gagnante de la saison reçoit un an d'approvisionnement de maquillage chez Colorevolution Cosmetics, un voyage de la part de AlandChuck.travel, la chance d'être la vedette de la tournée mondiale Drag Race avec Absolut Vodka et 100 000 dollars.
La gagnante de la saison est Jinkx Monsoon, avec Alaska et Roxxxy Andrews comme secondes.

## Candidates
(Les noms et âges donnés sont ceux annoncés au moment de la compétition.)
| Candidate            | Âge | Résidence                  | Classement          |
| -------------------- | --- | -------------------------- | ------------------- |
| Jinkx Monsoon        | 25  | Seattle, Washington        | Gagnante            |
| Alaska               | 27  | Pittsburgh, Pennsylvanie   | Secondes            |
| Roxxxy Andrews,      | 28  | Orlando, Floride           | Secondes            |
| Detox                | 27  | Los Angeles, Californie    | 4e place            |
| Coco Montrese        | 37  | Las Vegas, Nevada          | 5e place            |
| Alyssa Edwards,      | 32  | Mesquite, Texas            | 6e place            |
| Ivy Winters          | 26  | New York, État de New York | 7e place            |
| Jade Jolie           | 25  | Gainesville, Floride       | 8e place            |
| Lineysha Sparx       | 24  | San Juan (Porto Rico)      | 9e place            |
| Honey Mahogany       | 29  | San Francisco, Californie  | 10e place 11e place |
| Vivienne Pinay       | 26  | New York, État de New York | 10e place 11e place |
| Monica Beverly Hillz | 27  | Owensboro, Kentucky        | 12e place           |
| Serena ChaCha        | 21  | Tallahassee, Floride       | 13e place           |
| Penny Tration        | 39  | Cincinnati, Ohio           | 14e place           |

 La candidate à remporté la saison, et à remporté une saison de RuPaul's Drag Race All Stars.
 La candidate ensuite participé à une ou plusieurs saison(s) de RuPaul's Drag Race All Stars et/ou autre.
 La candidate ensuite participé à une ou plusieurs saison(s) de RuPaul's Drag Race All Stars et/ou autre et à remporté une saison.
1. ↑  Jinkx Monsoon a ensuite participé à la septième saison de RuPaul's Drag Race All Stars et a remporté la saison.
2. ↑  Alaska a ensuite participé à la deuxième saison de RuPaul's Drag Race All Stars et a remporté la saison .
3. ↑  Roxxxy Andrews a ensuite participé à la deuxième saison de RuPaul's Drag Race All Stars.
4. ↑  Roxxxy Andrews a ensuite participé à la neuvième saison de RuPaul's Drag Race All Stars.
5. ↑  Detox a ensuite participé à la deuxième saison de RuPaul's Drag Race All Stars.
6. ↑  Coco Montrese a ensuite participé à la deuxième saison de RuPaul's Drag Race All Stars.
7. ↑  Alyssa Edwards a ensuite participé à la deuxième saison de RuPaul's Drag Race All Stars.
8. ↑  Alyssa Edwards a ensuite participé à la première saison de RuPaul's Drag Race: Global All Stars et a remporté la saison.
9. ↑  La candidate a remporté le titre de Miss Congeniality.
10. ↑  Les candidates ont été éliminées lors d'une double élimination.
11. ↑  Monica Beverly Hillz a ensuite participé à la huitième saison de RuPaul's Drag Race All Stars.
12. ↑  Serena ChaCha a ensuite participé à la sixième saison de RuPaul's Drag Race All Stars.

## Progression des candidates
|                      | Épisode | Épisode | Épisode | Épisode | Épisode | Épisode | Épisode | Épisode | Épisode | Épisode | Épisode | Épisode | Épisode  |
| 1                    | 2       | 3       | 4       | 5       | 6       | 7       | 8       | 9       | 10      | 11      | 12      | 14      |          |
| -------------------- | ------- | ------- | ------- | ------- | ------- | ------- | ------- | ------- | ------- | ------- | ------- | ------- | -------- |
| Jinkx Monsoon        | SAFE    | SAFE    | HIGH    | HIGH    | WIN     | HIGH    | HIGH    | HIGH    | WIN     | HIGH    | BTM2    | SAFE    | GAGNANTE |
| Alaska               | HIGH    | SAFE    | LOW     | SAFE    | HIGH    | LOW     | HIGH    | WIN     | HIGH    | LOW     | WIN     | SAFE    | SECONDE  |
| Roxxxy Andrews       | WIN     | SAFE    | HIGH    | LOW     | HIGH    | HIGH    | BTM2    | LOW     | HIGH    | WIN     | HIGH    | SAFE    | SECONDE  |
| Detox                | SAFE    | SAFE    | WIN     | SAFE    | BTM2    | SAFE    | SAFE    | HIGH    | LOW     | BTM2    | ELIM    |         | INVITÉE  |
| Coco Montrese        | SAFE    | SAFE    | BTM2    | SAFE    | SAFE    | BTM2    | WIN     | SAFE    | BTM2    | ELIM    |         |         | INVITÉE  |
| Alyssa Edwards       | SAFE    | SAFE    | SAFE    | WIN     | SAFE    | LOW     | BTM2    | BTM2    | ELIM    |         |         |         | INVITÉE  |
| Ivy Winters          | HIGH    | HIGH    | SAFE    | HIGH    | LOW     | WIN     | LOW     | ELIM    |         |         |         |         | MISS C.  |
| Jade Jolie           | LOW     | SAFE    | SAFE    | SAFE    | SAFE    | ELIM    |         |         |         |         |         |         | INVITÉE  |
| Lineysha Sparx       | HIGH    | WIN     | SAFE    | SAFE    | ELIM    |         |         |         |         |         |         |         | INVITÉE  |
| Honey Mahogany       | SAFE    | HIGH    | SAFE    | ELIM    |         |         |         |         |         |         |         |         | INVITÉE  |
| Vivienne Pinay       | SAFE    | HIGH    | LOW     | ELIM    |         |         |         |         |         |         |         |         | INVITÉE  |
| Monica Beverly Hillz | SAFE    | BTM2    | ELIM    |         |         |         |         |         |         |         |         |         | INVITÉE  |
| Serena ChaCha        | BTM2    | ELIM    |         |         |         |         |         |         |         |         |         |         | INVITÉE  |
| Penny Tration        | ELIM    |         |         |         |         |         |         |         |         |         |         |         | INVITÉE  |

 La candidate a remporté la saison.
 La candidate a fini seconde.
 La candidate a été élue Miss Congeniality.
 La candidate a gagné le défi.
 La candidate a reçu des critiques positives et a été déclarée sauve.
 La candidate a été déclarée sauve.
 La candidate a reçu l'immunité et a été déclarée sauve.
 La candidate a reçu des critiques négatives et a été déclarée sauve.
 La candidate a été en danger d'élimination.
 La candidate a été éliminée.

## Lip-syncs
| Épisode | Candidate                                   | vs.                                         | Candidate                                   | Chanson                             | Artiste                        | Candidate éliminée   |
| ------- | ------------------------------------------- | ------------------------------------------- | ------------------------------------------- | ----------------------------------- | ------------------------------ | -------------------- |
| 1       | Penny Tration                               | vs.                                         | Serena ChaCha                               | Party in the U.S.A.                 | Miley Cyrus                    | Penny Tration        |
| 2       | Monica Beverly Hillz                        | vs.                                         | Serena ChaCha                               | Only Girl (In the World)            | Rihanna                        | Serena ChaCha        |
| 3       | Coco Montrese                               | vs.                                         | Monica Beverly Hillz                        | When I Grow Up                      | The Pussycat Dolls             | Monica Beverly Hillz |
| 4       | Honey Mahogany                              | vs.                                         | Vivienne Pinay                              | Oops!... I Did It Again             | Britney Spears                 | Honey Mahogany       |
| 4       | Honey Mahogany                              | vs.                                         | Vivienne Pinay                              | Oops!... I Did It Again             | Britney Spears                 | Vivienne Pinay       |
| 5       | Detox                                       | vs.                                         | Lineysha Sparx                              | Take Me Home                        | Cher                           | Lineysha Sparx       |
| 6       | Coco Montrese                               | vs.                                         | Jade Jolie                                  | I'm So Excited                      | The Pointer Sisters ft. RuPaul | Jade Jolie           |
| 7       | Alyssa Edwards                              | vs.                                         | Roxxxy Andrews                              | Whip My Hair                        | Willow Smith                   | Aucune               |
| 8       | Alyssa Edwards                              | vs.                                         | Ivy Winters                                 | Ain't Nothin' Goin' On but the Rent | Gwen Guthrie                   | Ivy Winters          |
| 9       | Alyssa Edwards                              | vs.                                         | Coco Montrese                               | Cold Hearted                        | Paula Abdul                    | Alyssa Edwards       |
| 10      | Coco Montrese                               | vs.                                         | Detox                                       | (It Takes) Two to Make it Right     | Seduction                      | Coco Montrese        |
| 11      | Detox                                       | vs.                                         | Jinkx Monsoon                               | Malambo No. 1                       | Yma Sumac                      | Detox                |
| 12      | Alaska vs. Jinkx Monsoon vs. Roxxxy Andrews | Alaska vs. Jinkx Monsoon vs. Roxxxy Andrews | Alaska vs. Jinkx Monsoon vs. Roxxxy Andrews | The Beginning                       | RuPaul                         | Aucune               |

 La candidate a été éliminée après sa première fois en danger d'élimination.
 La candidate a été éliminée après sa deuxième fois en danger d'élimination.
 La candidate a été éliminée après sa troisième fois en danger d'élimination.
 La candidate a été éliminée après sa quatrième fois en danger d'élimination.

## Juges invités
Cités par ordre d'apparition :
- Camille Grammer, actrice américaine ;
- Mike Ruiz, photographe américain ;
- Kristen Johnston, actrice américaine ;
- Juliette Lewis, actrice et chanteuse américaine ;
- Coco Austin, actrice et mannequin américaine ;
- Paulina Porizkova, actrice et mannequin tchéco-américaine ;
- Chaz Bono, écrivain et militant américain ;
- Travis Wall, danseur américain ;
- Julie Brown, actrice américaine ;
- Downtown Julie Brown, actrice britannique ;
- La Toya Jackson, chanteuse américaine ;
- Anita Pointer, chanteuse américaine ;
- Ruth Pointer, chanteuse américaine ;
- Leslie Jordan, acteur américain ;
- Jeffrey Moran, directeur marketing américain ;
- Aubrey O'Day, chanteuse américaine ;
- Joan Van Ark, actrice américaine ;
- María Conchita Alonso, actrice américaine ;
- Jamie-Lynn Sigler, actrice américaine ;
- Clinton Kelly, styliste américain ;
- George Kotsiopoulos, rédacteur-en-chef américain ;
- Marg Helgenberger, actrice américaine ;
- Bob Mackie, costumier américain.

### Invités spéciaux
Certains invités apparaissent lors des épisodes, mais ne font pas partie du panel des jurés.
Épisode 4
- Nick Lazzarini, danseur américain.

Épisode 5
- Ian Drew, journaliste américain.

Épisode 6
- Lucian Piane, compositeur américain.

Épisode 7
- Bruce Vilanch, acteur américain ;
- Deven Green, humoriste canadienne ;
- Nadya Ginsburg, humoriste américaine.

Épisode 9
- Wilmer Valderrama, acteur américain.

Épisode 12
- Candis Cayne, actrice américaine ;
- Gloria Allred, avocate américaine ;
- Mathu Andersen, maquilleur et photographe américain.

Épisode 13
- Latrice Royale, drag queen américaine ;
- Sharon Needles, drag queen américaine ;
- Willam, drag queen américaine.

Épisode 14
- Latrice Royale, drag queen américaine ;
- Paula Abdul, chanteuse américaine (par visioconférence).

## Épisodes
| SCÈNE     | SAISON 4, ÉPISODE 11 | SAISON 4, ÉPISODE 11 | SAISON 4, ÉPISODE 11 | SAISON 4, ÉPISODE 11 | SAISON 2, ÉPISODE 1 | SAISON 2, ÉPISODE 1 | SAISON 2, ÉPISODE 1 | SAISON 2, ÉPISODE 1 | SAISON 3, ÉPISODE 3 | SAISON 3, ÉPISODE 3 | SAISON 3, ÉPISODE 3 | SAISON 3, ÉPISODE 3 | SAISON 3, ÉPISODE 3 |
| --------- | -------------------- | -------------------- | -------------------- | -------------------- | ------------------- | ------------------- | ------------------- | ------------------- | ------------------- | ------------------- | ------------------- | ------------------- | ------------------- |
| CANDIDATE | Alaska               | Coco Montrese        | Detox                | Monica Beverly Hillz | Honey Mahogany      | Ivy Winters         | Lineysha Sparx      | Vivienne Pinay      | Alyssa Edwards      | Jade Jolie          | Jinkx Monsoon       | Roxxxy Andrews      | Serena ChaCha       |

| ÉMISSION  | BUFFALO BILL'S BARNYARD BUDDIES | BUFFALO BILL'S BARNYARD BUDDIES | BUFFALO BILL'S BARNYARD BUDDIES | BUFFALO BILL'S BARNYARD BUDDIES | BUFFALO BILL'S BARNYARD BUDDIES | BUFFALO BILL'S BARNYARD BUDDIES | THE MAGIC BUSH | THE MAGIC BUSH | THE MAGIC BUSH | THE MAGIC BUSH | THE MAGIC BUSH | THE MAGIC BUSH |
| --------- | ------------------------------- | ------------------------------- | ------------------------------- | ------------------------------- | ------------------------------- | ------------------------------- | -------------- | -------------- | -------------- | -------------- | -------------- | -------------- |
| CANDIDATE | Alaska                          | Alyssa Edwards                  | Detox                           | Monica Beverly Hillz            | Roxxxy Andrews                  | Vivienne Pinay                  | Coco Montrese  | Honey Mahogany | Ivy Winters    | Jade Jolie     | Jinkx Monsoon  | Lineysha Sparx |

| ACTE      | ACTE I | ACTE I      | ACTE I     | ACTE I        | ACTE I         | ACTE II        | ACTE II       | ACTE II | ACTE II        | ACTE II        | ACTE II        |
| --------- | ------ | ----------- | ---------- | ------------- | -------------- | -------------- | ------------- | ------- | -------------- | -------------- | -------------- |
| CANDIDATE | Alaska | Ivy Winters | Jade Jolie | Jinkx Monsoon | Lineysha Sparx | Alyssa Edwards | Coco Montrese | Detox   | Honey Mahogany | Roxxxy Andrews | Vivienne Pinay |

| CANDIDATE  | Alaska     | Alyssa Edwards | Coco Montrese | Detox | Ivy Winters    | Jade Jolie   | Jinkx Monsoon | Lineysha Sparx | Roxxxy Andrews |
| PERSONNAGE | Lady Bunny | Katy Perry     | Janet Jackson | Kesha | Marilyn Monroe | Taylor Swift | Little Edie   | Celia Cruz     | Tamar Braxton  |

| ÉMISSION  | PREMIER COUPLET | PREMIER COUPLET | DEUXIÈME COUPLET | DEUXIÈME COUPLET | DEUXIÈME COUPLET | PONT   | PONT  | PONT           |
| --------- | --------------- | --------------- | ---------------- | ---------------- | ---------------- | ------ | ----- | -------------- |
| CANDIDATE | Alyssa Edwards  | Coco Montrese   | Ivy Winters      | Jade Jolie       | Jinkx Monsoon    | Alaska | Detox | Roxxxy Andrews |

| ÉQUIPE    | CASA DE LOCAS  | CASA DE LOCAS | CASA DE LOCAS | ELLA NO ES DAMA | ELLA NO ES DAMA | ELLA NO ES DAMA |
| --------- | -------------- | ------------- | ------------- | --------------- | --------------- | --------------- |
| CANDIDATE | Alyssa Edwards | Coco Montrese | Jinkx Monsoon | Alaska          | Detox           | Roxxxy Andrews  |

| CANDIDATE                              | ALASKA | JINKX MONSOON | ROXXXY ANDREWS |
| -------------------------------------- | ------ | ------------- | -------------- |
| NOMBRE DE VICTOIRES                    | 2      | 2             | 2              |
| ÉPISODE(S)                             | 8, 11  | 5, 9          | 1, 10          |
| NOMBRE DE FOIS EN DANGER D'ÉLIMINATION | 0      | 1             | 1              |
| ÉPISODE(S)                             | —      | 11            | 7              |